# San Pedro de la Paz
San Pedro de la Paz es una comuna y ciudad chilena perteneciente a la provincia de Concepción (región del Biobío) en la zona sur de Chile. Está situada al sur y al poniente del río Biobío.
Está considerada dentro del área metropolitana del Gran Concepción, limitando al norte con la comuna de Hualpén, al noreste con la comuna de Concepción, al este con la comuna de Chiguayante, al sur con la comuna de Coronel, y al oeste con el océano Pacífico.
Forma parte del Distrito Electoral N° 20, y pertenece a la 10.ª Circunscripción Senatorial.

## Historia

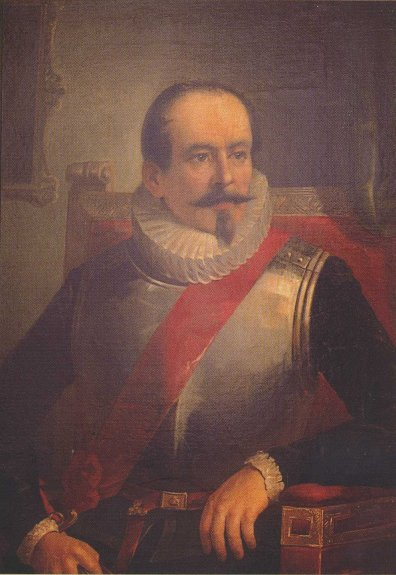
Alonso de Ribera, gobernador de Chile, fundador del Fuerte de San Pedro de la Paz.

Ubicado en la ribera sur del río Biobío, colindante a Concepción, durante años fue la cabeza de puente de los españoles en el territorio mapuche. Su historia se remonta al 1604, año en que el gobernador Alonso de Ribera funda el Fuerte de San Pedro de la Paz, con el fin de reforzar la línea defensiva que se estableció a lo largo del río Biobío.
En ese tiempo se puso una imagen de la Virgen María tallada en madera, que aún se conserva en la actualidad, y es venerada cada 2 de febrero en el Santuario de Nuestra Señora de la Candelaria, ubicada en las cercanías de donde se encontraba el fuerte.
Entre 1877 y 1890, se construye un puente ferroviario sobre el río Biobío, que permite la conexión de la zona carbonífera del sur de San Pedro de la Paz con el resto del país.
En mayo de 1943, se inaugura el primer puente carretero sobre el Biobío (Puente Biobío o Puente Viejo), con 1648,5 metros de largo. Constituyó un hito importante para la comunidad, ya que permitió una conexión más expedita con Concepción.
La industria papelera comienza su construcción en 1951, cuando la Compañía Manufacturera de Papeles y Cartones (CMPC) decide instalar una fábrica en Concepción y específicamente en San Pedro. La cercanía del rio Biobío, plantaciones forestales, la disponibilidad de suelo, así como la proximidad a la línea férrea, carretera, puentes carretero y ferroviario; determinaron el emplazamiento de las instalaciones. Luego, durante la década comienza el traslado de operarios de la planta de Puente Alto (Santiago de Chile), la construcción de viviendas para trabajadores y gerentes, así como equipamiento comunitario para estos.
Este barrio está emparentado con los modelos de colonias industriales que se concibieron en Europa durante el siglo XIX y XX tras la revolución industrial y que a su vez derivan de las propuestas utópicas del filósofo francés Charles Fourier (Choay, 1970). Ejemplos como este fueron característicos del urbanismo chileno de finales del siglo XIX y siglo XX dentro de los cuales destacan las oficinas salitreras del norte de Chile. Se caracterizaron en general por reunir en un mismo espacio cerrado, las residencias de los trabajadores y gerentes, equipamientos comunitarios e infraestructura industrial constituyendo en su conjunto una sola pieza urbana multifuncional y sustentable.
La Villa San Pedro, como radio urbano céntrico de la comuna, se construye desde inicios de la década de 1960, durante el gobierno del presidente Jorge Alessandri Rodríguez, y es inaugurada en 1964. En paralelo nace el Barrio Huertos Familiares, que fue un antiguo predio de hortalizas para la ciudad de Concepción, siendo hasta aquel momento un sector no residencial.
Hasta el año 1974, todo el sector actualmente llamado San Pedro dependió de la comuna de Coronel, hasta que durante el período de la dictadura militar se creó la provincia de Concepción, y San Pedro pasó a depender del municipio penquista hasta 1995.
El 29 de diciembre de 1995, el sector de San Pedro se convierte en comuna, tomando el nombre del Fuerte de San Pedro de la Paz, y estableciéndose su municipalidad en el barrio de la Villa San Pedro.

### Crecimiento económico y comercial
San Pedro de la Paz ha presentado un notorio crecimiento residencial durante la década de 2000, apreciable en los parques residenciales de Andalué, San Pedro del Valle y el conjunto residencial «Olas». Esto ha significado un crecimiento económico y comercial para la comuna, que se ha reflejado en la diversificación de servicios, principalmente ubicados en el sector de la Villa San Pedro.

## Medio ambiente

### Geomorfología y componentes abióticos

Trazado simplificado de los ecosistemas y cuerpos de agua presentes en la comuna de San Pedro de la Paz.

La comuna de San Pedro de la Paz se encuentra emplazada en las unidades geomorfológicas de Planicie marina o fluviomarina, Llanos de sedimentación fluvial o aluvional y Cordillera de la costa; y presenta según la clasificación climática de Köppen clima mediterráneo de lluvia invernal (Csb) y clima mediterráneo de lluvia invernal e influencia costera (Csb (i)). Esta además se halla entre las cuencas hidrográficas de Costeras e Islas entre el río Biobío y el río Carampangue y río Biobío. Además, la comuna posee diversos cuerpos de agua, entre los que se destacan la laguna Chica San Pedro y laguna Grande San Pedro.

### Componentes bióticos

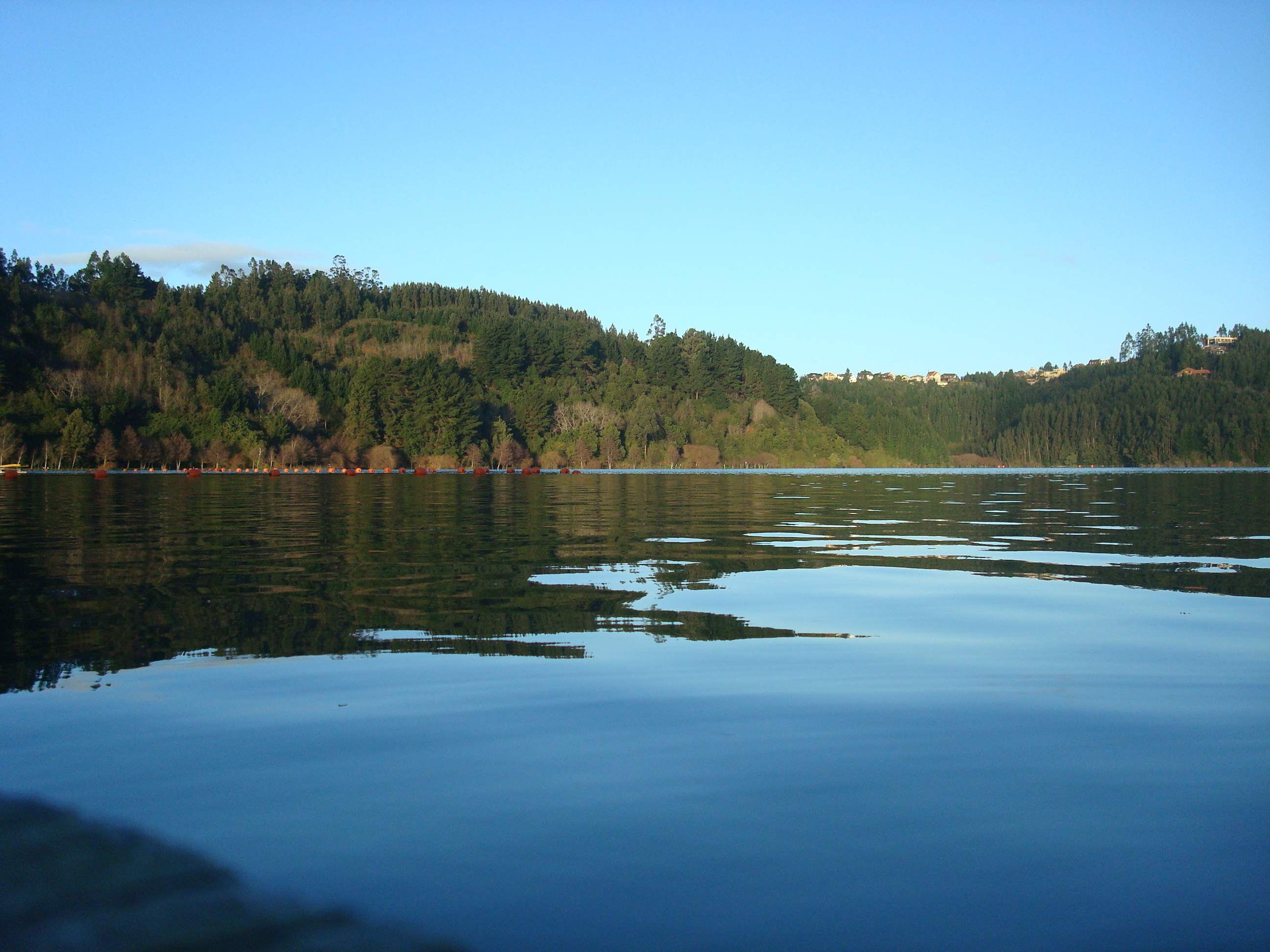
Laguna Chica de San Pedro.

Dentro del territorio de la comuna se pueden hallar los siguientes ecosistemas:
- Bosque caducifolio mediterráneo costero donde predominan Nothofagus obliqua y Gomortega keule (En peligro crítico)
- Bosque esclerófilo mediterráneo costero donde predominan Lithrea caustica y Azara integrifolia (En peligro crítico)

### Medidas de protección ambiental y conflictos socioambientales
Hasta 2022, la comuna de San Pedro de la Paz cuenta con las siguientes zonas que poseen algún nivel de protección ambiental:
- Altos de Escuadrón (Sitios ERB)[14]
- Humedal Bayona del Valle (Humedal urbano)[15]
- Humedales Sistema Lacustre Intercomunal Concepción (Sitios ERB)[16]
- Parque Jorge Alessandri / Fundo Escuadrón (Iniciativa de Conservación Privada)[17]
- Santuario de la Naturaleza Laguna Grande - Humedal Los Batros (Santuario de la Naturaleza)[18]

## Demografía
La comuna de San Pedro de la Paz posee una población de 80 447 habitantes según el censo de 2002, correspondientes a un 4,32 % de la población total de la región, y una densidad de 715,08 hab/km². Un 0,36 % (288 habitantes) corresponde a población rural y un 99,64 % (80 159 habitantes) corresponde a población urbana. Del total de la población, 41 876 son mujeres (52,05 %) y 38 571 son hombres (47,95 %). 
En diez años la población sanpedrina aumentó un 18,4 %, y la vivienda, en un 36,4 % (el censo de 1992 registró 67 817 habitantes y 15 916 viviendas).
Según las proyecciones entregadas por el Instituto Nacional de Estadísticas (INE), la población estimada al año 2016 es de 135 093 habitantes. 

### Desigualdad socioeconómica
Una de las principales características de San Pedro de la Paz es la desigualdad socioeconómica que posee. Posee barrios residenciales de altos y bajos ingresos.
De acuerdo a datos de la encuesta Casen 2006, San Pedro de la Paz posee el segundo coeficiente de Gini más alto de Chile, de 0,541, superado solo por San Fabián. Este índice mide el nivel de inequidad en el nivel de ingresos existente, siendo 0 lo mínimo y 1 lo máximo.

### Barrios
- Andalué
- Boca Sur
- Camino a Santa Juana
- Candelaria
- Costa Mar
- San Pedro de la Costa
- Los Pioneros
- El Venado
- Huertos Familiares
- Idahue
- Lomas Coloradas
- Michaihue
- Parque Residencial Bayona
- Parque Residencial Laguna Grande
- Parque Residencial Los Canelos
- Portal de San Pedro
- Villa El Recodo
- San Pedro del Valle
- Villa Spring-Hill
- Villa San Pedro Evangelista

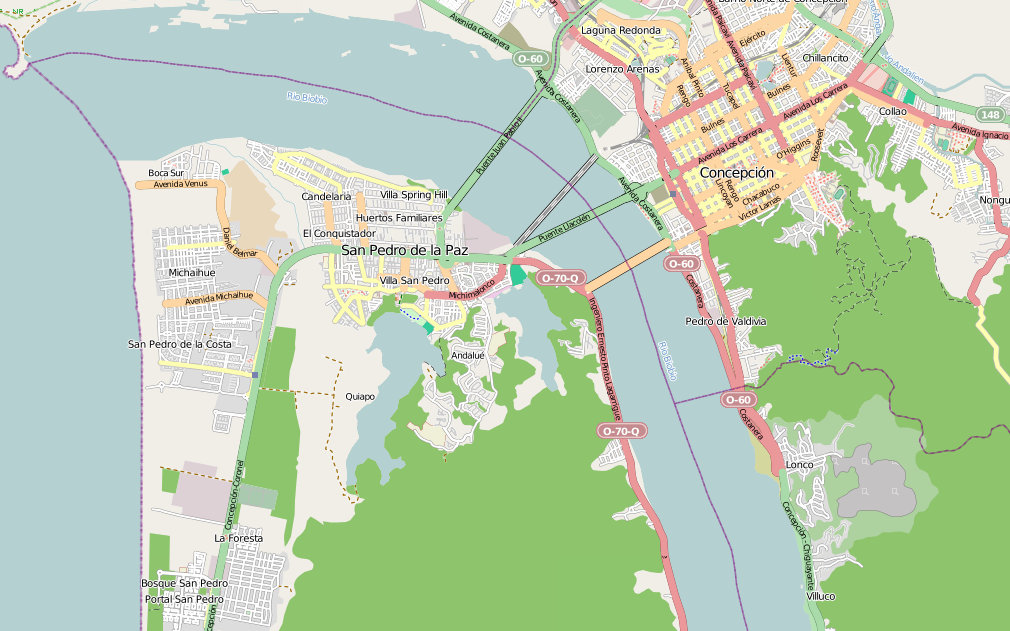
San Pedro de la Paz y algunos de sus barrios, a la orilla sur del río Biobío. Al norte, Concepción.

- Villa Cardenal Raúl Silva Henríquez
- Villa Los Escritores
- Villa Mar
- Villa San Pedro
- Villa Costa Verde
- Villa Esmeralda
- Villa Icalma
- Villa La Paz
- Villa Newen Co
- Villa Los Robles
- Villa El Conquistador
- Villa Alonso de Ercilla
- Villa La Riviera del Biobío
- Villa Candelaria
- Villa Parque Las Gaviotas
- Villa Obreros Nuevo Puente
- Villa Los Boldos
- Villa El Pinar
- Villa La Rotonda
- Villa MOP
- Pedro de Valdivia Sur

## Administración

### Municipalidad

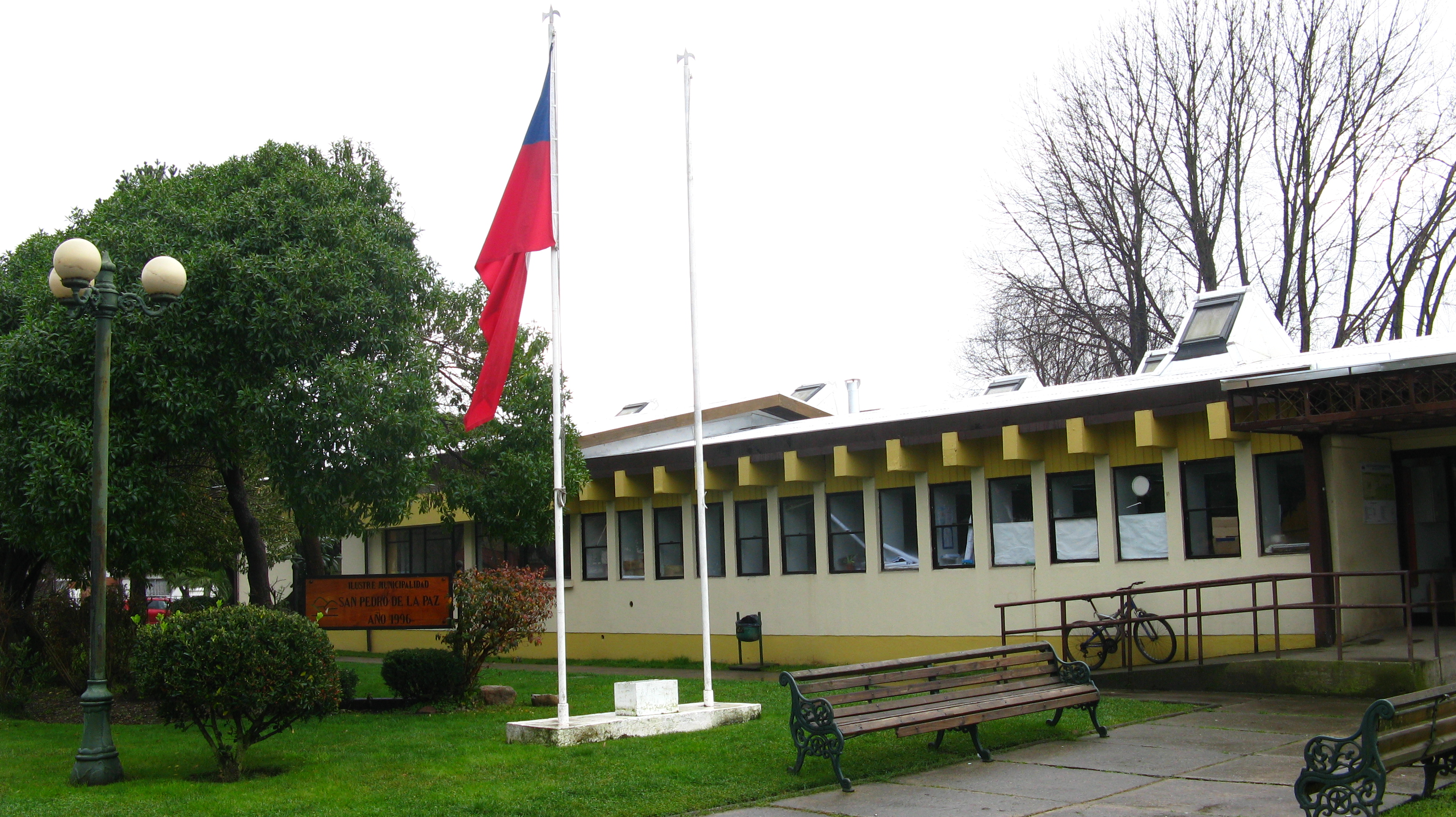
La Municipalidad San Pedro de la Paz, en la Villa San Pedro, construida sobre lo que hasta 1995 fueron locales comerciales.

La Municipalidad de San Pedro de la Paz para el periodo 2024-2028 es dirigida por el alcalde Juan Pablo Spoerer (Evópoli) y el concejo municipal está conformado por los concejales:
- José Caballero Gutiérrez (REP)
- Camila Ortiz Cáceres (FA)
- Jaime Weinborn Aravena (Evópoli)
- Ximena Reyes Antipil (Ind./PSC)
- Edgar Navarrete Montecino (Ind./FRVS)
- Carmen Zapata Henríquez (RN)
- Yasna Mardones Sáez (REP)
- Rosa Carrillo Zambrano (PPD)

### Representación parlamentaria
San Pedro de la Paz forma parte de la Circunscripción Senatorial X y del Distrito Electoral 20. Es representada en la Cámara de Diputados del Congreso Nacional por los siguientes diputados:
- Sergio Bobadilla Muñoz (UDI)
- Marlene Pérez Cartes (Ind-UDI)
- Francesca Muñoz González (PSC)
- Leonidas Romero Sáez (Independiente)
- Roberto Arroyo (PSC)
- Eric Aedo Jéldres (PDC)
- Félix González Gatica (Independiente)
- María Candelaria Acevedo (PCCh)

En el Senado, la representan:
- Sebastián Keitel Bianchi (Ind-Evópoli)
- Enrique van Rysselberghe Herrera (UDI)
- Gastón Saavedra Chandía (PS)

## Economía
En 2018, la cantidad de empresas registradas en San Pedro de la Paz fue de 3.351. El Índice de Complejidad Económica (ECI) en el mismo año fue de 0,96, mientras que las actividades económicas con mayor índice de Ventaja Comparativa Revelada (RCA) fueron Cría de Animales Domésticos, Perros y Gatos (69,21), Reparación de Instrumentos de Óptica y Equipo Fotográficos (40,3) y Aserrado y Acepilladura de Maderas (18,57).

## Servicios públicos

### Orden y seguridad
En lo que respecta a orden público y seguridad ciudadana, la comuna dispone de dos unidades policiales de Carabineros de Chile: una Comisaría y una Subcomisaría, esta última dependiente de la primera. Ambas unidades están bajo la jurisdicción de la 18ª Prefectura de Concepción. La Policía de Investigaciones de Chile (PDI), cuenta con un cuartel, cuya sede también es de la Brigada Investigadora de Robos del Gran Concepción, que además cuenta con una central de videovigilancia con cámaras de alta resolución, ubicadas en puntos estratégicos de la comuna.

### Salud pública
En salud pública, la comuna cuenta con cuatro Centros de Salud Familiar (Cesfam): San Pedro (Candelaria), Lomas Coloradas, Boca Sur y San Pedro de la Costa. Para las atenciones médicas de mayor complejidad y de especialidades, los pacientes son derivados al Hospital Clínico Regional Guillermo Grant Benavente, en Concepción, a unos 9 km de distancia del centro urbano de la comuna. Por otra parte, en medicina veterinaria pública, desde 2016, la comuna cuenta con su propio Centro Veterinario Municipal.

### Bomberos
El Cuerpo de Bomberos de San Pedro de la Paz fue fundado el 21 de noviembre de 1999, como una escisión del Cuerpo de Bomberos de Concepción. Cuenta con cuatro compañías.

## Lugares de interés

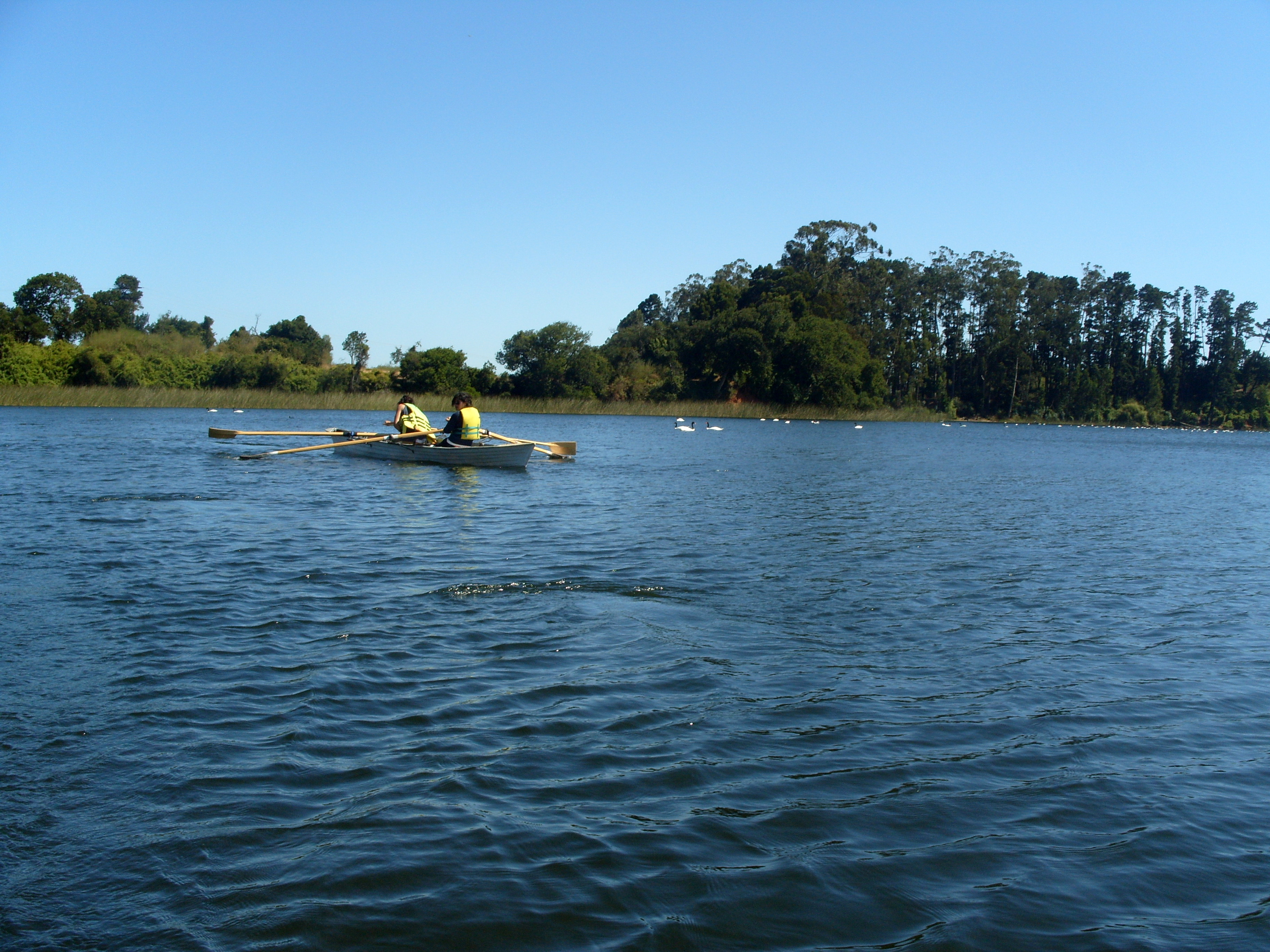
Laguna Grande de San Pedro.

La comuna destaca por sus atractivos naturales, especialmente vinculados a las actividades lacustres.
- Laguna Grande y Anfiteatro de San Pedro de la Paz
- Laguna Chica
- Desembocadura del río Bío-Bío
- Puente Ferroviario Biobío en Concepción

La comuna cuenta además con una zona provista de una amplia variedad de restaurantes y locales nocturnos.

## Transporte

### Biotrén

Recorridos del Biotrén, incluyendo sus próximas estaciones contempladas hasta Coronel. La Línea 2 corresponde al tramo naranja a partir de la intersección.

Desde el año 2005, opera el servicio ferroviario de transporte público, Biotrén. San Pedro de la Paz pertenece a la Línea 2 (L2) del Biotrén, cuyas 7 estaciones son:
- Estación Juan Pablo II
- Estación Diagonal Biobío
- Estación Alborada
- Estación Costa Mar
- Estación El Parque
- Estación Lomas Coloradas
- Estación Cardenal Raúl Silva Henríquez

## Medios de comunicación
San Pedro de la Paz cuenta con dos radios. La radio Dimensión Primavera 107.9 FM toca solo música de artistas chilenos junto con programas producidos por la Sociedad Chilena del Derecho de Autor (SCD). Además tiene un noticiero semanal con informaciones relacionadas exclusivamente con la comuna. La Radio Energía 95.7 FM, por su parte, dedica su grilla programática a la música tropical y popular.[cita requerida]
En cuanto a la prensa escrita, destaca el periódico Nuevo Cabildo, perteneciente a la municipalidad y de tirada mensual.[cita requerida]
La comuna cuenta con un medio de comunicación digital denominado «La Red Más Grande Spp», medio local que fue creado para informar tanto de San Pedro de la Paz como de la región del Biobío y del ámbito nacional. 
Por otro lado, en cuanto a radios online se encuentra la histórica "Radio Lomas" fundada del sector Lomas Coloradas, desde el año 2002 informa a la comunidad mediante 97.7 y actualmente redes sociales.
En Facebook se puede encontrar San Pedro Conecta, medio de comunicación que desarrolla programas de televisión propios y noticias durante todos los días del año.

## Deportes

### Fútbol
La comuna de San Pedro de la Paz ha tenido a dos clubes participando en los Campeonatos Nacionales de Fútbol en Chile.
- Deportes San Pedro de la Paz (Tercera División B 2020).
- Municipal San Pedro de la Paz (Tercera División B 2012).